# Petr Šulák
Petr Šulák (* 2. května 1944 Nový Hrozenkov - 16. prosince 2019 Vsetín) byl český politik, v 90. letech 20. století a počátkem 21. století poslanec Poslanecké sněmovny za ČSSD.

## Biografie
K roku 1996 se profesně uváděl jako technik.
Ve volbách v roce 1996 byl zvolen do poslanecké sněmovny za ČSSD (volební obvod Severomoravský kraj). Mandát obhájil ve volbách v roce 1998 a volbách v roce 2002 a ve sněmovně setrval do voleb v roce 2006. Byl členem sněmovního zahraničního výboru a v letech 2002-2003 i ústavněprávního výboru.
V období květen - červenec 2004 krátce, do voleb do Evropského parlamentu, zasedal jako kooptovaný poslanec EP, než se mandátu ujali řádně zvolení poslanci za Českou republiku. Ve volbách do EP v roce 2004 kandidoval za ČSSD, ale nebyl zvolen.
V komunálních volbách roku 1994 byl zvolen do zastupitelstva města Vsetín za ČSSD. Neúspěšně do vsetínského zastupitelstva kandidoval i v komunálních volbách roku 1998, komunálních volbách roku 2002 a komunálních volbách roku 2006. Profesně se k roku 2006 uvádí jako investiční manažer.
V roce 2010 se uváděl jako předseda místní organizace SPOZ ve Vsetíně.